# Boniface Nduka
Boniface Nduka (ンドカ・ボニフェイス Nduka Boniface?, Saitama, 15 de febrero de 1996) es un futbolista japonés que juega como defensa en el Yokohama FC de la J1 League.

## Trayectoria

### Clubes
| Club           | País  | Año       |
| -------------- | ----- | --------- |
| Mito HollyHock | Japón | 2018-2020 |
| Tokyo Verdy    | Japón | 2021-2022 |
| Yokohama FC    | Japón | 2023-     |